# Mölleberga kyrka
Mölleberga kyrka är en kyrkobyggnad i Mölleberga. Den tillhör Uppåkra församling i Lunds stift.

## Kyrkobyggnaden
Kyrkan byggdes under 1100- eller 1200-talet i romansk stil med långhus, kor och absid. Valv och torn byggdes på 1400-talet. Ett vapenhus revs på 1860-talet och ingången flyttades till tornet. Den medeltida karaktären är väl bevarad, med undantag för fönstren.
Fynd av medeltida kalkmålningar har bevarats.

## Inventarier
Dopfunten dateras till slutet av 1100-talet och är huggen i sandsten. Den har ett dopfat av tenn från 1669.
Altaruppsatsen gjordes i slutet av 1500-talet.
Kyrkan har ett triumfkrucifix av ek från 1400-talets senare del.
Predikstolen är tillverkad av Johan Ullberg 1743.

### Orgel
- 1883 i mars byggde Anders Victor Lundahl, Malmö en orgel med 4 stämmor. Den blev invigd 25 mars 1883.[1] Det var en gåva till dåvarande Stora Mölleberga församling som Lundahl meddelat församlingen i juni 1882.[2] Församlingen gav Lundahl en dryckeskanna i silver som de samlat ihop till, som tacksamhetsgåva.[3]
- Den nuvarande orgeln byggdes 1939 av Th. Frobenius og Sønner Orgelbyggeri A/S0 Lyngby, Danmark, och är helmekanisk.

| Manual             | Pedal   |
| Rörflöjt 8´        | Bihängd |
| Principal 4'       |         |
| Gedagtfløjte 4'    |         |
| Quintfløjte 2 2/3' |         |
| Gemshorn 2'        |         |
| Scharffcymbel 3 k  |         |